# 長野県道408号箕作飯山線
長野県道408号箕作飯山線（ながのけんどう408ごう みつくりいいやません）は、長野県下水内郡栄村と飯山市を結ぶ一般県道。国道117号とは反対に、起点付近から下高井郡野沢温泉村東大滝までの間は千曲川の右岸を、下水内郡栄村大字豊栄字白鳥から終点までの間は千曲川の左岸を走行する。

## 概要

### 路線データ
- 起点：下水内郡栄村（国道117号交点）
- 終点：飯山市照里（飯山線戸狩野沢温泉駅の南側、長野県道95号上越飯山線交点）

## 歴史
かつて栄村箕作 - 野沢温泉村明石間に不通区間があったが、2011年（平成23年）3月12日の長野県北部地震のため迂回路がない国道117号が寸断され北信と栄村の交通が途絶されたことから迂回路として本線の不通区間を解消し、千曲川に箕作平滝大橋と明石大橋の2橋を架橋する全長2,470 m（メートル）、幅員5.50 m (9.00 m) の事業が行われた。2017年（平成29年）11月15日に箕作平滝大橋が開通し、2020年（令和2年）11月9日に明石大橋を含む全線が開通した。

## 路線状況

### 道路施設

#### 橋
- 百合居橋（栄村・千曲川） - 長野県道407号長瀬横倉停車場線と重用。橋長132 m。
- 小箕作橋（栄村） - 橋長20 m。
- 箕作平滝大橋（栄村・千曲川） - 橋長169 m。
- 明石大橋（栄村 - 野沢温泉村・千曲川） - 橋長159 m。

## 地理

### 通過する自治体
- 下水内郡栄村 - 下高井郡野沢温泉村 - 下水内郡栄村 - 飯山市

### 交差する道路
- 国道117号（起点）
- 長野県道407号長瀬横倉停車場線 - 下水内郡栄村（百合居橋の部分） ※一部重複
- 長野県道502号奥志賀公園栄線 - 下水内郡栄村大字堺字箕作
- 国道117号 - 下高井郡野沢温泉村東大滝・下水内郡栄村大字豊栄字白鳥間（東大滝橋の部分） ※一部重複
- 国道403号 - 飯山市照岡 ※一部重複
- 長野県道116号上境温井線 - 飯山市大字一山字上境
- 長野県道353号野沢上境停車場線 - 飯山市一山（飯山線上境駅前）・湯滝橋西詰間 ※一部重複
- 長野県道410号柏尾戸狩停車場線 - 飯山市常郷（大深交差点の南側）・飯山市照里（飯山線戸狩野沢温泉駅前）間 ※一部重複
- 長野県道95号上越飯山線 - 飯山市照里（飯山線戸狩野沢温泉駅の南側、終点）